# Ҷ
Ҷ, ҷ е буква от таджикската кирилица, където обозначава звучната задвенечна преградно-проходна съгласна /ʤ/ ([дж]), записвана в други кирилски азбуки посредством Џ, Җ или с диграфите дж и чж.
В абхазката азбука същата буква се използва за представяне на изтласкващата задвенечна преградно-проходна съгласна /t͡ʃʼ/.

## Транслитерация
Таджикското ҷ се транслитерира на латиница като Ç ç, а абхазкото – като č̨.

## Кодове
| Буква  | Уникод |
| ------ | ------ |
| Главна | U+04B6 |
| Малка  | U+04B7 |